# 圣玛丽亚-拉卡里塔
圣玛丽亚-拉卡里塔（義大利語：Santa Maria la Carità）是意大利坎帕尼亞大區那不勒斯廣域市的一个市镇。总面积3.93平方公里，人口11566人，人口密度2943.0人/平方公里（2009年）。ISTAT代码为063090。